# Tim Keefe
Timothy John « Tim » Keefe (1er janvier 1857 - 23 avril 1933) était un lanceur dans la Ligue majeure de baseball pendant le XIXe siècle. Il a gagné 342 parties pour 225 défaites en 14 saisons, soit 24 victoires pour 16 défaites par an. Il fut l'un des meilleurs lanceurs de puissance de l'époque, enregistrant plus de 300 retraits sur les prises trois fois et 297 retraits en 1886. Il détient le record des Ligues majeures avec une moyenne de points mérités de 0,86 en 1880, la meilleure moyenne de l'histoire des Ligues majeures. Sa moyenne en carrière était 2,62. 
En 14 saisons, il a gagné au moins 40 parties deux fois (1883, 1886) au moins 30 parties 6 fois et au moins 20 parties 7 fois. Au moment de sa retraite, ses 2562 retraits sur les prises fut le meilleur total des Ligues majeures (dépassé par la suite par Walter Johnson) et il détient toujours le record du plus grand nombre de stades dans lesquels il a enregistré une victoire (47). Il a été intronisé au temple de la renommée du baseball en 1964.